# 第48回社会人野球日本選手権大会予選
第48回社会人野球日本選手権大会予選は、第48回社会人野球日本選手権大会の出場チームを決定するために行われた予選および各種大会の結果をまとめたものである。（コールドゲーム及び延長戦のイニングは記載していない。）

## 第94回都市対抗野球大会
トヨタ自動車が本戦出場

## 第47回全日本クラブ野球選手権大会
- 1回戦

水沢駒形野球倶楽部　2－0　札幌ホーネッツ
REVENGE99　9－5　三菱自動車京都ダイヤフェニックス
ショウワコーポレーション　10－1　EKC 習志野SEALS
ビッグ開発ベースボールクラブ　7－6　ジェイファム
千曲川硬式野球クラブ　10－2　東北マークス
大和高田クラブ　4－2　TOKYO METS
マツゲン箕島硬式野球部　4－3　所沢ベースボールクラブ
矢場とんブースターズ　4－0　ゴールデンリバース
- 準々決勝

REVENGE99　4－2　水沢駒形野球倶楽部
ショウワコーポレーション　7－3　ビッグ開発ベースボールクラブ
千曲川硬式野球クラブ　2－1　大和高田クラブ
矢場とんブースターズ　2－1　マツゲン箕島硬式野球部
- 準決勝

ショウワコーポレーション　10－3　REVENGE99
矢場とんブースターズ　4－1　千曲川硬式野球クラブ
- 決勝（9月4日・HARD OFF ECOスタジアム新潟）

ショウワコーポレーション　6－3　矢場とんブースターズ
ショウワコーポレーションが本戦出場

## 日本選手権対象大会

### 第77回JABA東京スポニチ大会
- 予選リーグAブロック

1位：東芝、2位：王子、3位：TDK、4位：エイジェック
- 予選リーグBブロック

1位：SUBARU、2位：トヨタ自動車、3位：東京ガス、4位：アスミビルダーズ
- 予選リーグCブロック

1位：Honda熊本、2位：NTT西日本、3位：三菱重工East、4位：日本製鉄かずさマジック
- 予選リーグDブロック

1位：Honda、2位：JR西日本、3位：鷺宮製作所、4位：ジェイプロジェクト
- 準決勝

Honda　7－0　Honda熊本
東芝　5－2　SUBARU
- 決勝（3月9日・明治神宮野球場）

東芝　3－1　Honda
東芝が本戦出場

### 第69回JABA静岡大会
- 予選リーグAブロック

1位：ヤマハ、2位：JFE東日本、3位：エナジック、4位：西濃運輸
- 予選リーグBブロック

1位：王子、2位：日立製作所、3位：パナソニック、4位：日本製鉄東海REX
- 予選リーグCブロック

1位：東邦ガス、2位：JR東日本東北、3位：セガサミー、4位：三菱自動車岡崎
- 予選リーグDブロック

1位：NTT東日本、2位：バイタルネット、3位：JR東海、4位：東海理化
- 準決勝

NTT東日本　3－0　王子
ヤマハ　3－0　東邦ガス
- 決勝（4月10日・浜松球場）

ヤマハ　7－2　NTT東日本
ヤマハが本戦出場

### 第51回JABA四国大会
- 予選リーグAブロック

1位：ENEOS、2位：大福ロジスティクス、3位：NTT西日本、4位：JR四国
- 予選リーグBブロック

1位：JFE西日本、2位：四国銀行、3位：Honda鈴鹿、4位：日本製鉄九州大分
- 予選リーグCブロック

1位：明治安田生命、2位：JR九州、3位：ツネイシブルーパイレーツ、4位：アークバリア
- 予選リーグDブロック

1位：三菱重工West、2位：日本通運、3位：日鉄ステンレス、4位：愛媛マンダリンパイレーツ
- 準決勝

明治安田生命　9－3　三菱重工West
ENEOS　1－0　JFE西日本
- 決勝（4月11日・松山坊ちゃんスタジアム）

ENEOS　9－1　明治安田生命
ENEOSが本戦出場

### 第64回JABA長野県知事旗争奪野球大会
- 予選リーグAブロック

1位：Honda、2位：トヨタ自動車、3位：バイタルネット、4位：七十七銀行
- 予選リーグBブロック

1位：西濃運輸、2位：東京ガス、3位：日本生命、4位：信越硬式野球クラブ
- 予選リーグCブロック

1位：三菱重工East、2位：パナソニック、3位：ロキテクノ富山、4位：FedEx
- 予選リーグDブロック

1位：NTT東日本、2位：TDK、3位：東邦ガス、4位：IMF BANDITS富山
- 準決勝

三菱重工East　4－0　Honda
NTT東日本　6－3　西濃運輸
- 決勝（4月18日・長野オリンピックスタジアム）

三菱重工East　4－2　NTT東日本
三菱重工Eastが本戦出場

### 第65回JABA岡山大会
- 予選リーグAブロック

1位：Honda熊本、2位：JR東日本、3位：ツネイシブルーパイレーツ、4位：四国銀行
- 予選リーグBブロック

1位：JFE西日本、2位：大阪ガス、3位：日本製鉄かずさマジック、4位：宮崎梅田学園
- 予選リーグCブロック

1位：日本新薬、2位：JR西日本、3位：シティライト岡山、4位：日本製鉄室蘭シャークス
- 予選リーグDブロック

1位：JR東海、2位：ミキハウス、3位：三菱自動車倉敷オーシャンズ、4位：伯和ビクトリーズ
- 準決勝

JR東海　7－3　Honda熊本
JFE西日本　4－3　日本新薬
- 決勝（4月18日・倉敷マスカットスタジアム）

JFE西日本　3－0　JR東海
JFE西日本が本戦出場

### 第45回JABA日立市長杯争奪野球大会
- 予選リーグAブロック

1位：明治安田生命、2位：トヨタ自動車東日本、3位：日立製作所、4位：ジェイプロジェクト
- 予選リーグBブロック

1位：SUBARU、2位：鷺宮製作所、3位：日本製鉄東海REX、4位：沖データコンピュータ教育学院
- 予選リーグCブロック

1位：日本製紙石巻、2位：日本製鉄広畑、3位：エイジェック、4位：JFE東日本
- 予選リーグDブロック

1位：日本製鉄鹿島、2位：日本通運、3位：東海理化、4位：大和高田クラブ
- 準決勝

日本製鉄鹿島　12－0　日本製紙石巻
SUBARU　7－2　明治安田生命
- 決勝（4月19日・日立市民運動公園野球場）

日本製鉄鹿島　6－3　SUBARU
日本製鉄鹿島が本戦出場

### 第73回JABA京都大会
- 予選リーグAブロック

1位：NTT西日本、2位：シティライト岡山、3位：日本製鉄広畑、4位：セガサミー
- 予選リーグBブロック

1位：日本新薬、2位：カナフレックス、3位：日本製鉄東海REX、4位：KMGホールディングス
- 予選リーグCブロック

1位：大阪ガス、2位：ニチダイ、3位：ヤマハ、4位：JR東日本
- 予選リーグDブロック

1位：三菱重工West、2位：日本生命、3位：東芝、4位：JFE西日本
- 準決勝

大阪ガス　4－3　日本新薬
三菱重工East　3－1　NTT西日本
- 決勝（5月1日・わかさスタジアム京都）

三菱重工West　4－0　大阪ガス
三菱重工Westが本戦出場

### 第75回JABAベーブルース杯争奪大会
- 予選リーグAブロック

1位：西濃運輸、2位：JR西日本、3位：NTT東日本、4位：アスミビルダーズ
- 予選リーグBブロック

1位：伏木海陸運送、2位：トヨタ自動車、3位：日本製鉄かずさマジック、4位：ジェイプロジェクト
- 予選リーグCブロック

1位：東邦ガス、2位：Honda鈴鹿、3位：ロキテクノ富山、4位：日本製鉄鹿島
- 予選リーグDブロック

1位：三菱自動車岡崎、2位：鷺宮製作所、3位：JR東海、4位：北海道ガス
- 準決勝

伏木海陸運送　5－4　西濃運輸
三菱自動車岡崎　4－2　東邦ガス
- 決勝（5月5日・長良川球場）

伏木海陸運送　5－2　三菱自動車岡崎
伏木海陸運送が本戦出場

### 第75回JABA九州大会
- 予選リーグAブロック

1位：西部ガス、2位：ENEOS、3位：エナジック、4位：東海理化
- 予選リーグBブロック

1位：Honda、2位：JR九州、3位：王子、4位：大福ロジスティクス
- 予選リーグCブロック

1位・Honda熊本、2位：ミキハウス、3位：日立製作所、4位：ビッグ開発ベースボールクラブ
- 予選リーグDブロック

1位：パナソニック、2位：三菱自動車倉敷オーシャンズ、3位：宮崎梅田学園、4位：日本製鉄九州大分
- 準決勝

西部ガス　2－0　パナソニック
Honda　5－4　Honda熊本
- 決勝（5月12日・北九州市民球場）

西部ガス　7－0　Honda
西部ガスが本戦出場

### 第53回JABA東北大会
- 予選リーグAブロック

1位：セガサミー、2位：トヨタ自動車東日本、3位：日本製鉄室蘭シャークス、4位：TDK
- 予選リーグBブロック

1位：日本通運、2位：カナフレックス、3位：七十七銀行、4位：JR北海道硬式野球クラブ
- 予選リーグCブロック

1位：IMF BANDITS富山、2位：JR東日本東北、3位：明治安田生命、4位：日本製鉄鹿島
- 予選リーグDブロック

1位：三菱重工East、2位：ヤマハ、3位：日本製紙石巻、4位：バイタルネット
- 準決勝

セガサミー　14－4　IMF BANDITS富山
日本通運　7－3　三菱重工East
- 決勝（5月13日・仙台市民球場）

日本通運　5－0　セガサミー
日本通運が本戦出場

### 第64回JABA北海道大会
- 予選リーグAブロック

1位：日本製鉄室蘭シャークス、2位：Honda鈴鹿、3位：JR東日本東北、4位：ENEOS
- 予選リーグBブロック

1位：SUBARU、2位：三菱重工West、3位：北海道ガス、4位：トヨタ自動車東日本
- 予選リーグCブロック

1位：東京ガス、2位：ロキテクノ富山、3位：東芝、4位：航空自衛隊千歳
- 予選リーグDブロック

1位：JFE東日本、2位：三菱自動車岡崎、3位：日本生命、4位：JR北海道硬式野球クラブ
- 準決勝

東京ガス　4－3　日本製鉄室蘭シャークス
JFE東日本　2－0　SUBARU
- 決勝（6月22日・札幌市円山球場）

JFE東日本　2－0　東京ガス
JFE東日本が本戦出場

## 地区最終予選

### 北海道地区
- 1回戦

北海道ガス　7－6　JR北海道硬式野球クラブ
航空自衛隊千歳　11－4　日本製鉄室蘭シャークス
- 2回戦

JR北海道　3－0　航空自衛隊千歳
- 敗者復活1回戦

JR北海道硬式野球クラブ　6－5　日本製鉄室蘭シャークス
- 敗者復活2回戦

JR北海道硬式野球クラブ　4－3　航空自衛隊千歳
- 代表決定戦

JR北海道硬式野球クラブ　5－4　北海道ガス
JR北海道硬式野球クラブが本戦出場

### 東北地区
- 1回戦

七十七銀行　11－2　JR盛岡
JR東日本東北　9－0　JR秋田
TDK　4－0　トヨタ自動車東日本
- 準決勝

七十七銀行　5－2　日本製紙石巻
TDK　5－4　JR東日本東北
- 代表決定戦（仙台市民球場）

TDK　9－1　七十七銀行
TDKが本戦出場

### 北信越地区
伏木海陸運送は出場権を獲得済み。
- 1回戦

ロキテクノ富山　10－1　FedEx
信越硬式野球クラブ　4－0　JR新潟
- 準決勝

ロキテクノ富山　4－3　バイタルネット
信越硬式野球クラブ　12－1　IMF BANDITS富山
- 代表決定戦（富山市民球場）

信越硬式野球クラブ　7－3　ロキテクノ富山
信越硬式野球クラブが本戦出場

### 関東地区
東芝、ENEOS、三菱重工East、日本製鉄鹿島、日本通運、JFE東日本は出場権を獲得済み。
- 1回戦

茨城日産　4－2　日本ウェルネススポーツ大学
テイ・エス テック　12－2　茨城トヨペット
オールフロンティア　3－2　日本ウェルネススポーツ大学東京
SUNホールディングス　8－3　JR千葉
JPアセット証券　4－0　JR水戸
- 2回戦

茨城日産　3－1　JR東日本
エイジェック　11－4　テイ・エス テック
日本製鉄かずさマジック　7－2　オールフロンティア
SUBARU　3－1　セガサミー
日立製作所　9－0　SUNホールディングス
東京ガス　9－1　鷺宮製作所
NTT東日本　6－3　JPアセット証券
Honda　8－2　明治安田生命
- 代表決定戦（川崎市等々力球場）

エイジェック　7－0　茨城日産
日本製鉄かずさマジック　2－0　SUBARU
東京ガス　6－4　日立製作所
Honda　2－1　NTT東日本
エイジェック、日本製鉄かずさマジック、東京ガス、Hondaが本戦出場

### 東海地区
ヤマハは出場権を獲得済み。
- 1回戦

日本製鉄東海REX　5－4　ジェイプロジェクト
- 2回戦

西濃運輸　6－5　日本製鉄東海REX
JR東海　2－1　Honda鈴鹿
東海理化　9－4　東邦ガス
三菱重工岡崎　3－0　王子
- 準決勝

JR東海　6－5　西濃運輸
三菱自動車岡崎　8－1　東海理化
- 代表決定戦（岡崎レッドダイヤモンドスタジアム）

JR東海　7－5　三菱自動車岡崎
- 敗者復活戦

東海理化　6－1　西濃運輸
- 代表決定戦（岡崎レッドダイヤモンドスタジアム）

三菱自動車岡崎　3－2　東海理化
- 敗者復活1回戦

Honda鈴鹿　8－1　ジェイプロジェクト
- 敗者復活2回戦

Honda鈴鹿　2－1　東邦ガス
王子　3－1　日本製鉄東海REX
- 敗者復活3回戦

Honda鈴鹿　3－0　王子
- 敗者復活4回戦

西濃運輸　4－2　Honda鈴鹿
- 敗者復活代表決定戦（岡崎レッドダイヤモンドスタジアム）

西濃運輸　5－4　東海理化
JR東海、三菱自動車岡崎、西濃運輸が本戦出場

### 近畿地区
三菱重工Westは出場権を獲得済み。
- 1回戦

ミキハウス　6－2　関メディベースボール学院
日本新薬　11－1　ルネス紅葉スポーツ柔整専門学校
NTT西日本　7－2　SUNホールディングスWEST
カナフレックス　7－2　履正社医療スポーツ専門学校
日本生命　5－3　島津製作所
パナソニック　2－0　アスミビルダーズ
日本製鉄広畑　5－3　ニチダイ
- 2回戦

大阪ガス　3－2　ミキハウス
日本新薬　3－1　NTT西日本
日本生命　3－0　カナフレックス
パナソニック　3－0　日本製鉄広畑
- 代表決定戦（わかさスタジアム京都）

日本新薬　5－2　大阪ガス
日本生命　3－0　パナソニック
- 敗者復活1回戦

関メディベースボール学院　7－0　ルネス紅葉スポーツ柔整専門学校
履正社医療スポーツ専門学校　8－1　SUNホールディングスWEST
アスミビルダーズ　8－0　島津製作所
- 敗者復活2回戦

日本製鉄広畑　8－1　関メディベースボール学院
カナフレックス　10－0　履正社医療スポーツ専門学校
アスミビルダーズ　2－1　NTT西日本
ミキハウス　2－0　ニチダイ
- 敗者復活3回戦

カナフレックス　2－1　日本製鉄広畑
ミキハウス　2－0　アスミビルダーズ
- 敗者復活代表決定戦（わかさスタジアム京都）

パナソニック　3－1　カナフレックス
大阪ガス　7－2　ミキハウス
日本新薬、日本生命、パナソニック、大阪ガスが本戦出場

### 中国地区
JFE西日本は出場権を獲得済み。
- 予選リーグ Aグループ

伯和ビクトリーズ　2－0　三菱自動車倉敷オーシャンズ
伯和ビクトリーズ　2－0　日鉄ステンレス
日鉄ステンレス　4－2　三菱自動車倉敷オーシャンズ
- 予選リーグ Bグループ

JR西日本　5－0　ツネイシブルーパイレーツ
ツネイシブルーパイレーツ　6－3　シティライト岡山
JR西日本　2－1　シティライト岡山
- 代表決定戦（津田恒実メモリアルスタジアム）

伯和ビクトリーズ　3－2　JR西日本
- 敗者復活1回戦

日鉄ステンレス　5－1　ツネイシブルーパイレーツ
- 敗者復活代表決定戦（津田恒実メモリアルスタジアム）

日鉄ステンレス　6－3　JR西日本
伯和ビクトリーズ、日鉄ステンレスが本戦出場

### 四国地区
- 1次予選

第1戦　JR四国　6－0　アークバリア
第2戦　四国銀行　13－4　アークバリア
第3戦　JR四国　11－10　アークバリア
第4戦　四国銀行　4－1　JR四国
第5戦　四国銀行　1－0　アークバリア
第6戦　四国銀行　5－2　JR四国
- 代表決定対抗戦（2勝先取）（高知県春野運動公園野球場）

第1戦　JR四国　5－4　四国銀行
第2戦　四国銀行　2－0　JR四国
第3戦　JR四国　2－1　四国銀行
JR四国が本戦出場

### 九州地区
西部ガスは出場権を獲得済み。
- 1回戦

苅田ビクトリーズ　13－1　鮮ど市場
沖縄電力　7－2　大福ロジスティクス
エナジック　6－0　新海屋
KMGホールディングス　5－1　沖データコンピュータ教育学院
- 2回戦

Honda熊本　3－1　苅田ビクトリーズ
沖縄電力　6－0　日本製鉄九州大分
エナジック　8－4　宮崎梅田学園
KMGホールディングス　10－4　JR九州
- 準決勝

Honda熊本　9－1　沖縄電力
KMGホールディングス　3－2　エナジック
- 代表決定戦（北九州市民球場）

Honda熊本　10－4　KMGホールディングス
- 敗者復活1回戦

沖縄電力　6－5　エナジック
- 敗者復活代表決定戦（北九州市民球場）

KMGホールディングス　5－1　沖縄電力
Honda熊本、KMGホールディングスが本戦出場